# Rhododendron fauriei
Rhododendron fauriei es una especie de rododendro nativa de Japón y Corea. El color de sus flores es un suave color rojo a blanco.

## Distribución y hábitat
Se distribuye por Japón, Corea, en el Lejano Oriente de Rusia donde  se encontró en las islas Kuriles ( Iturup, Kunashir ) y el territorio de la Reserva natural Sijoté-Alín en Primorie. Crece en zonas rocosas de los bosques mixtos.

## Descripción
Es un árbol perennifolio o arbusto. En la montaña Sijoté-Alín tiene hasta 4-6 m de altura y un diámetro de tronco de 15 a 20 cm.
Se supone que en las condiciones de la primera floración Sikhote-Alin se produce a la edad de 18-20 años.

## Taxonomía
Rhododendron fauriei fue descrita por Adrien René Franchet  y publicado en Bull. Annuel Soc. Philom. Paris sér. 7, 10: 143. 1886
Etimología
Rhododendron: nombre genérico que deriva de las palabras griegas ῥόδον, rhodon = "rosa" y δένδρον, dendron  = "árbol".
fauriei: epíteto otorgado en honor del botánico Urbain Jean Faurie.
Sinonimia
- Rhododendron brachycarpum auct.[2]